# Wally Koenig
Walter Alexander „Wally” Koenig (ur. 2 lutego 1958) – australijski zapaśnik walczący w stylu wolnym. Olimpijczyk z Seulu 1988, gdzie zajął 23. miejsce w wadze półciężkiej.
Zajął czternaste miejsce na mistrzostwach świata w 1982 i piętanste w 1987. Srebrny medalista igrzysk Wspólnoty Narodów w 1974, 1978, 1982 i 1986. Piąty w Pucharze Świata w 1986. Mistrz Oceanii w 1986 roku.

## Letnie Igrzyska Olimpijskie 1988
| Konkurencja      | Rundy eliminacyjne            | Rundy eliminacyjne | Klas. końcowa |
| Konkurencja      | Przeciwnik I                  | Przeciwnik II      | Miejsce       |
| ---------------- | ----------------------------- | ------------------ | ------------- |
| 90 kg styl wolny | Abdul Majeed Maruwala (PAK) P | Akira Ōta (JPN) P  | 23.           |